# Grupa Planeta

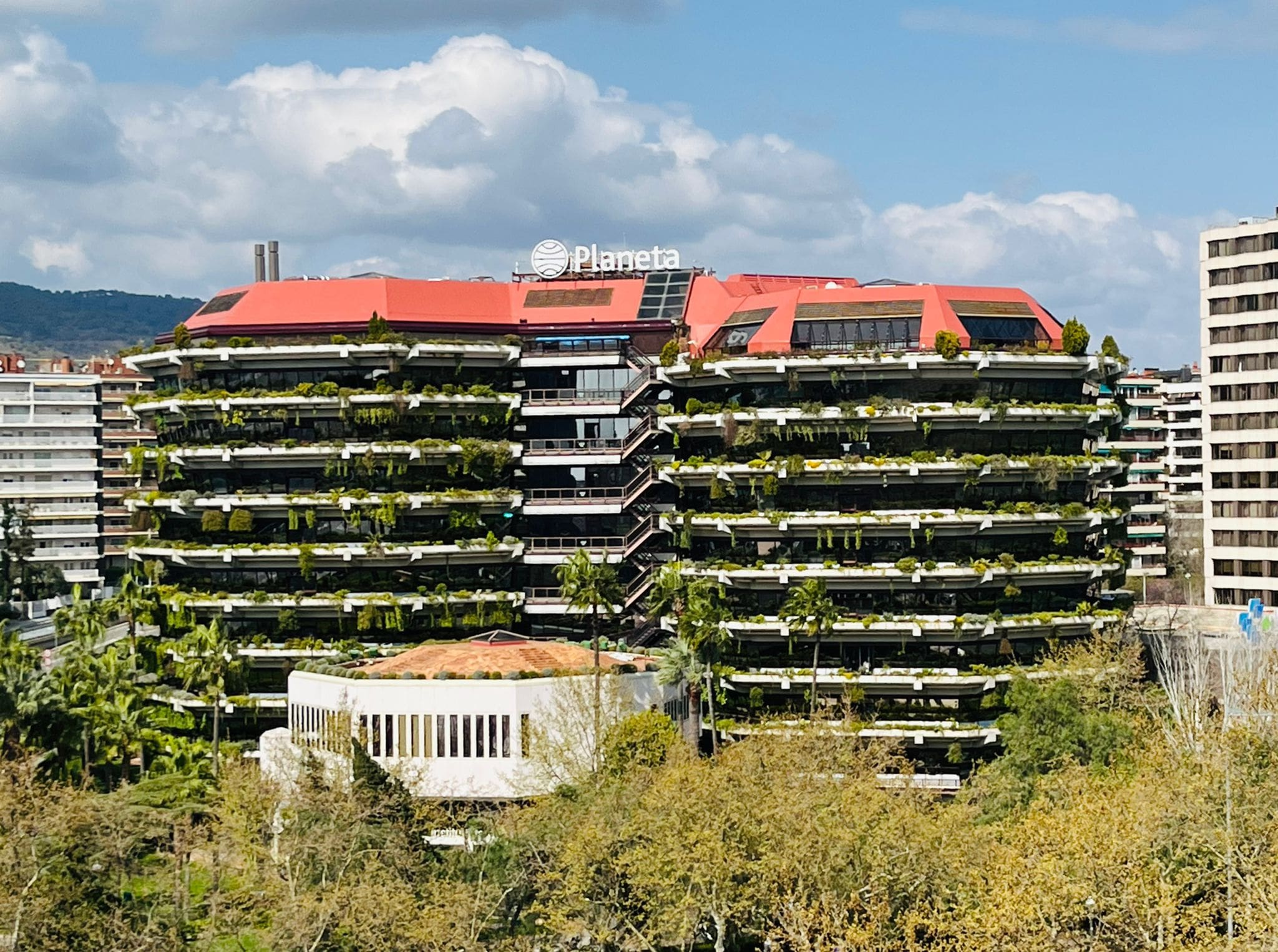
Siedziba Planeta w Barcelonie

Grupa Planeta (hiszp. Grupo Planeta) – hiszpański koncern mediowy z siedzibą w Barcelonie. Jest obecny w Hiszpanii, Portugalii, Francji i Ameryce Łacińskiej.
Najważniejszym podmiotem grupy jest wydawnictwo Planeta, założone w 1949. Obecnie Grupa Planeta posiada ponad 70 wydawnictw na całym świecie. Wydaje także dziennik La Razón.
Jest jednym z największych wydawnictw świata, z rocznym obrotem ponad 1mld USD.

## Wydawnictwa grupy
- Editorial Planeta
- Ediciones Destino
- Emecé Editores
- Editis
  - Dictionnaires Le Robert
  - Plon
- Planeta DeAgostini
- Seix Barral